# 新華書店
新華書店（しんか しょてん）は、中華人民共和国の国内での出版物を配給・販売する国営の書店。中国共産党中央宣伝部・中国出版集団に属す。

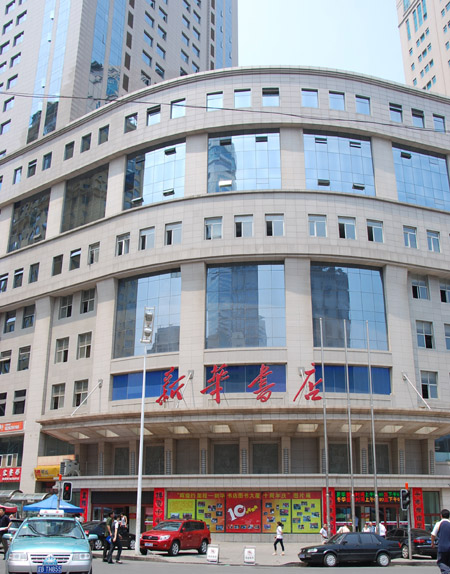
遼寧省大連の新華書店は9階建てのビルにあり、地下ではＣＤ、ＤＶＤ、コンピューター・ソフトウェアも販売

## 概要
1937年4月24日に延安の清涼山で設立された、光華書店が前身。国営の書店であり、なおかつ、公営・私営の販売機関を調整する指導部署でもあった。
新華書店の名称が用いられるようになったのは、1942年5月1日からである。当初の活動は、解放社の出版物、共産党の機関紙『解放日報』の販売が主であった。
1948年には、現在の「新華書店」の毛筆ロゴが毛沢東主席の筆で書かれている。
1951年8月、第1回全国出版行政会議が開かれ、新華書店は、人民出版社・新華書店・新華印刷廠の3社に分割された。総店は北京市西城区の置かれ、各省・各自治区の中心都市に分店が置かれた。また、下部組織として、小売店としての門市部が設置された。
店舗の上層階には「外国人立ち入り禁止」のフロアーがあり、国営書店にもかかわらず日米欧から無断コピーしたらしき各種辞書や辞典などを大量に販売していた。
2003年、出版界の大合同と民営化が行われ、中国出版集団が設立されて、新華書店は現在この集団に属している。
2006年の時点で、全国の分店は、14,000に及ぶ。また、香港には新華書城、マカオには珠新図書公司という子会社がある。

## 販売チャネルの多様化
中国の大都市では、新華書店の「外文書店」もあり、外国語学習用の書籍・ＣＤなどを売っている。外国からの書籍は値段が高いので、また外国の雑誌はおもに政治的な配慮で国内では販売されていない。
さらに最近、新華書店の各省出版集団がその省および隣接の省に新華書店とは別の販売チャネルの設立を開始している。例えば、遼寧省の「北方図書城」（Northern Book Town、本部は瀋陽）、浙江省の「博庫書城」（Bookuu、本部は杭州）などで、高級嗜好にしたりなどしている。

## 参考
1. ↑  新華書店（百度百科）（中国語）